# فيليب إروين
فيليب إروين (1 نوفمبر 1884 في المملكة المتحدة - 12 يناير 1958 في غيرنزي) (بالإنجليزية: Philip Irwin)‏ هو لاعب كريكت بريطاني. لعب مع Cornwall County Cricket Club ‏ ونادي مارليبون للكريكت ‏ والمقاطعات الوطنية للكريكيت الإنجليزي والويلزي ‏ وRoyal Navy Cricket Club ‏.

## وصلات خارجية
- فيليب إروين على موقع إي آس بي آن كريك إنفو (الإنجليزية)